# Erehof Scharl
Erehof Scharl is gelegen op het kerkhof in de dorp annex buurtschap Scharl in de Friese gemeente Súdwest-Fryslân vlak bij het IJsselmeer. Het kerkhof ligt op een terp waar tot 1723 een kerkje heeft gestaan. Het erehof ligt vlak naast de klokkenstoel. Op het erehof liggen 5 geallieerde militairen, slechts 3 van hen zijn voorzien van een naam, de twee anderen zijn luchtmachtmilitairen die tot op heden onbekend zijn gebleven. Op de stenen staan de volgende namen:
| Naam                           | Functie            | Onderdeel                         | Sq            | Overleden  | Leeftijd |
| ------------------------------ | ------------------ | --------------------------------- | ------------- | ---------- | -------- |
| Antony Talbot Percy Considine  | Waarnemer          | Royal Air Force Volunteer Reserve | 49e Squadron  | 10-04-1942 | 20       |
| Thomas Christopher Quinlan     | Boordschutter      | Royal Air Force Volunteer Reserve | 101e Squadron | 02-08-1941 | 23       |
| Richard Gerald Rowlands        | Luchtmachtofficier | Royal Australian Air Force        | 207e Squadron | 05-09-1942 | 25       |
| An airman of the 1939-1945 war |                    | Royal Air Force                   |               | 06-10-1942 |          |
| An airman of the 1939-1945 war |                    | Royal Australian Air Force        |               | 09-07-1942 |          |

## Geschiedenis
Op 10 april 1942 werd een Hampden-bommenwerper, de AE421 van het 49e Squadron, op missie richting Essen aangevallen door een Duitse nachtjager. Voor de kust van Enkhuizen stortte het vliegtuig in het IJsselmeer. De vier bemanningsleden kwamen daarbij om het leven. Eén bemanningslid, de radio-operator/boordschutter T.H. McGrenery, wordt tot op heden vermist. Het stoffelijk overschot van de boordschutter, A.T.P. Considine, spoelde op 26 mei 1942 aan bij Laaxum en werd op erehof Scharl begraven. Het stoffelijk overschot van de boordschutter J.W. Wilkinson spoelde aan op de Noorse kust. De piloot R.P. Worthy ligt begraven op erehof Oud-Leusden bij Amersfoort.
Op 5 september 1942 stortte een Lancaster-bommenwerper, de R5755 van het 207e Squadron, ten oosten van Medemblik in het IJsselmeer. Het vermoeden bestaat dat het vliegtuig werd neergeschoten door een Duitse jager. Alle 7 bemanningsleden kwamen daarbij om het leven. Piloot R.G. Rowlands ligt op dit erehof. De overigen:
- Radio-telegrafist J.C. Luton ligt begraven op erehof Stavoren
- Waarnemer A.B. Hastings ligt begraven op het erehof Lemmer
- Boordschutter J.W. Atkinson en waarnemer F.J.C. Barnes liggen begraven op het erehof Bergen in Noord-Holland
- Boordwerktuigkundige G. Fleck en boordschutter C.V. Pattison zijn beiden tot op heden vermist.